# الألبانيون في مصر
بدأت الجالية الألبانية في مصر بمسؤولون حكوميون وعسكريون معينون في مصر الثمانية. نشأ مجتمع كبير في وقت لاحق على يد الجنود والمرتزقة الذين استقروا في النصف الثاني من القرن الثامن عشر وصنعوا اسمًا لأنفسهم في الكفاح العثماني لطرد القوات الفرنسية في 1798-1801.